# Wim Willaert
Wim Willaert (Nieuwpoort, 19 maart 1967) is een Vlaamse acteur, regisseur, muzikant en auteur.

## Levensloop
Willaert studeerde af aan de Studio Herman Teirlinck als acteur. Hij is als accordeonist onder meer actief in de Flat Earth Society en is medeoprichter van de Dolfijntjes, samen met Wim Opbrouck. Daarnaast was hij als acteur te zien in films, waaronder 22 mei en Ex-drummer, beide van een regie van Koen Mortier. Hij verwierf enige bekendheid in Frankrijk door zijn rol naast Yolande Moreau in de Franstalige film Quand la mer monte... (2004), die bekroond werd met twee Césars. Op het Internationaal filmfestival van Amiens in 2012 won hij de categorie beste acteur voor zijn vertolking van Rudy Vandekerckhove in Offline (2012) van Peter Monsaert. Hij heeft ook een paar stemmen ingesproken voor de miniserie Het lijden van de jonge Wagner van Thomas Huyghe. In de  Belgische animatiefilm ´Cafard´ (2015, scenario en regie Jan Bultheel) spreekt hij de stem in van Jean Mordant, het hoofdpersonage. Willaert is de auteur van Over Wolken (2022).

## Filmografie

### Films
- De familie Claus (2020) - Stef
- Vihta (2018) – Serge
- Ce Magnifique Gâteau! (2018) - Van Molle (stem)
- Cargo (2017) – Francis Boucke
- De premier (2016) – Luc
- Le Ciel Flamand (2016) – Dirk
- Je suis mort mais j'ai des amis (2015) – Wim
- Marina (2013)
- Welkom (kortfilm, 2013)
- Offline (2012) – Rudy Vandekerckhove
- Het bijzondere leven van Rocky De Vlaeminck (kortfilm, 2010)
- 22 mei (2010) – Wim
- Hitler à Hollywood (2010) – Thomas
- IJsland (kortfilm, 2010)
- Les poissons marteaux (2008) – Tom
- La difunta Correa (kortfilm, 2007)
- Ex-drummer (2007) – Jimmy
- Zonder Jou (2006) – Cederic
- Fernsehturm (kortfilm, 2006)
- Quand la mer monte... (2004) – Dries

### Series
- Onder Vuur (2024) - Lorenz Lefever
- Styx (2024) - André
- Nonkels (2022-heden) - Pol Persyn
- Niets Te Melden (2020) - Bob
- Undercover (2020) - Laurent Berger
- De twaalf (2019) – Guy Vanneste
- Grenslanders (2019) – Carlos Tierenteyn
- Connie & Clyde (2018)
- HP (2018, 2020) - Le King
- The Tunnel (2017-2018) - Jacques Moreau
- Bevergem (2015) – Danny Vandenberghe
- Marsman (2014) - Mario Reutels
- Zingaburia (2013) - Barry Bakboord
- De Ridder (2013) - Frederik Hesters
- Eigen kweek (2013-2019) – Frank Welvaert[1]
- Wolven (2012-2013) – Paul Weckx
- Aspe (2012) – Ralph Schepens
- Zone Stad (2012) – Joris Denoo
- Red Sonja (2011-2012) – Ivo
- Zone Stad (2010) – Jan Verbist
- Flikken (2009) – Jurgen
- Van vlees en bloed (2009) - Pianist
- Aspe (2007) - Pierre Michiels
- Witse (2004) - Danny De Rooy
- Team Spirit (2003) - Gids
- Nicolas (2000) – Bert
- Windkracht 10 (1997) – tweede chauffeur
- De Kotmadam (1996)- inspecteur Johan BOB (S05E12)
- Langs de kade (1993)

### Boeken
- Over wolken (2022)

### Videoclips
- The Needle van Reena Riot (2014)[2]
- Not Dead van Girls in Hawai (2013)
- Leave a Light On van Marble Sounds (2013)[3]
- Warpaint van School is Cool (2012)

## Prijzen en nominaties
De belangrijkste:
| Jaar | Prijs              | Categorie    | Film                            | Uitslag  |
| ---- | ------------------ | ------------ | ------------------------------- | -------- |
| 2016 | Magritte du cinéma | Beste acteur | Je suis mort mais j'ai des amis | Gewonnen |

## Varia
- Hij werd in 2024 peter van de eerste twee in België geboren zeearenden in België, voor zover bekend.[4]